# Balduino de Ibelín (bailío de Jerusalén)
Balduino de Ibelín (en francés: Baudouin d'Ibelin; fallecido en 1286), fue un noble del Reino de Chipre, perteneciente a la casa de Ibelín.
Era el hijo de Guido de Ibelín, mariscal y condestable del Reino de Chipre, y Felipa Barlais.
Balduino sirvió como condestable del Reino de Chipre. En 1277 asesino a Nicolás el Alemán en venganza por haber asesinado a su hermano menor Juan. En agosto de 1286 Balduino fue nombrado por su sobrino, el rey Enrique II de Chipre y Jerusalén en Acre como bailío del Reino de Jerusalén, después de que finalizara ahí el dominio de los Anjou. Balduino falleció en 1286 y fue sucedido como bailío por Amalarico de Tiro, hermano de Enrique II.